# Białoboki (rejon brasławski)
Białoboki (biał. Белабокі; ros. Белобоки) – wieś na Białorusi, w obwodzie witebskim, w rejonie brasławskim, w sielsowiecie Ciecierki.

## Historia
W czasach zaborów wieś w gminie Woropańszczyzna, w powiecie dzisieńskim, w guberni wileńskiej Imperium Rosyjskiego. Pod koniec XIX wieku należała do dóbr Zajnowo
W latach 1921–1945 wieś leżała w Polsce, w województwie wileńskim, w powiecie dziśnieńskim (od 1926 w powiecie brasławskim), w gminie Jody.
Według Powszechnego Spisu Ludności z 1921 roku zamieszkiwały tu 179 osób, 95 było wyznania rzymskokatolickiego, 9 prawosławnego a 95 staroobrzędowego. Jednocześnie 9 mieszkańców zadeklarowało polską a 170 białoruską przynależność narodową. Były tu 33 budynki mieszkalne. W 1931 w 38 domach zamieszkiwało 227 osób.
Wierni należeli do parafii rzymskokatolickiej w Borodzieniczach i prawosławnej w miejscowości Jody. Miejscowość podlegała pod Sąd Grodzki w Brasławiu i Okręgowy w Wilnie; właściwy urząd pocztowy mieścił się w Jodach.
W wyniku napaści ZSRR na Polskę we wrześniu 1939 miejscowość znalazła się pod okupacją sowiecką. 2 listopada została włączona do Białoruskiej SRR. Od czerwca 1941 roku pod okupacją niemiecką. W 1944 miejscowość została ponownie zajęta przez wojska sowieckie i włączona do Białoruskiej SRR.
Od 1991 w składzie niepodległej Białorusi.